# Винограды (Братислава)

Место расположение Винограды на плане Братиславы

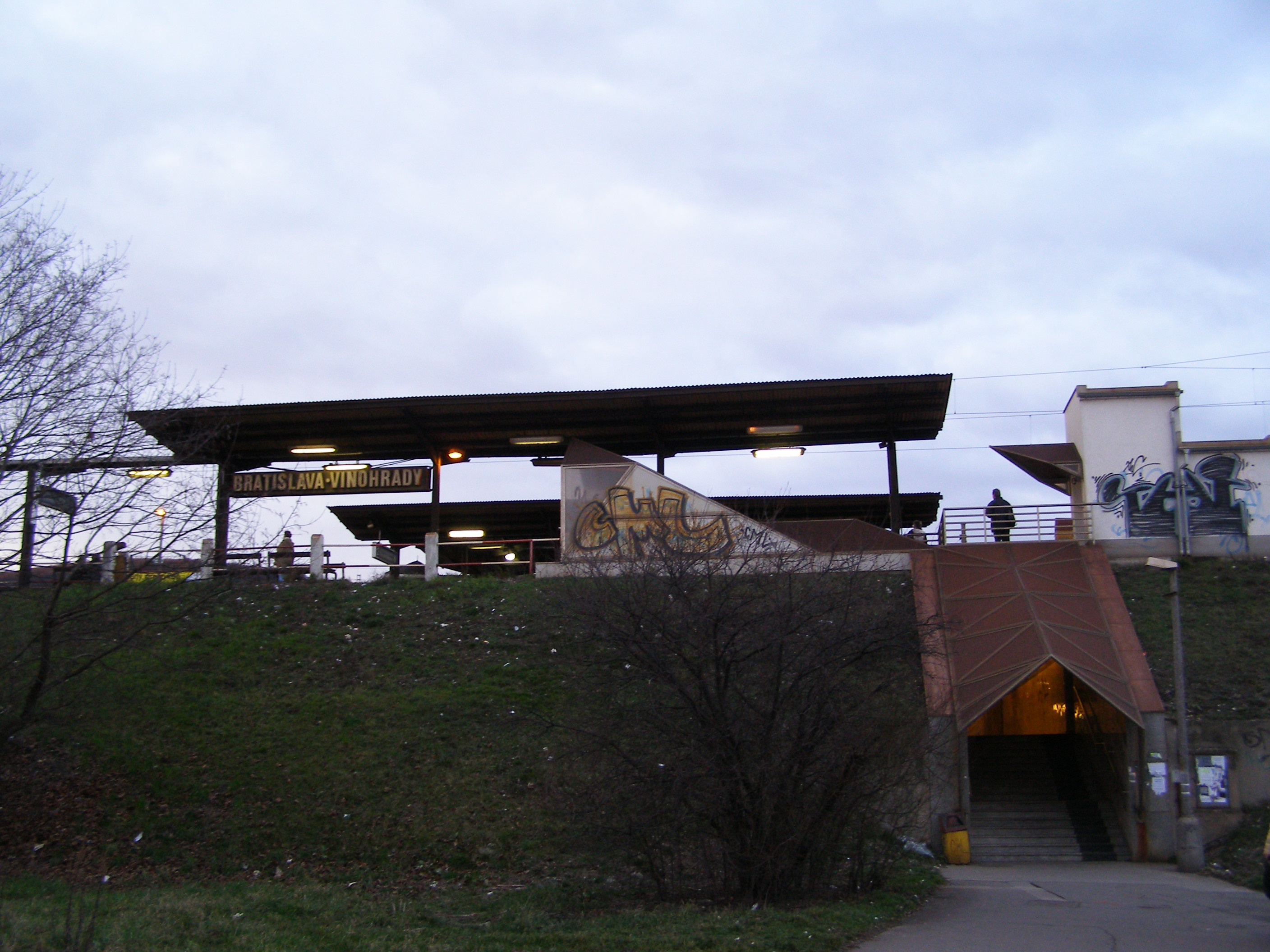
Железнодорожный вокзал Братислава-Винограды

Винограды – кадастровый район (микрорайон) в районе Нове-Место, округа Братислава III, города Братиславы, столицы Словакии.
На северо-востоке граничит с районом Рача, на юго-востоке с основной жилой частью Нове Место – Рачанской улицей.
В районе располагается железнодорожный вокзал Братислава-Винограды. Значительная часть района занята лесопарковой зоной Братиславского лесного парка.